# Chantraines
Chantraines é uma comuna francesa na região administrativa de Grande Leste, no departamento de Haute-Marne. Estende-se por uma área de 10,42 km². Em 2010 a comuna tinha 229 habitantes (densidade: 22 hab./km²).